# Список лучших альбомов США 1984 года (Billboard)

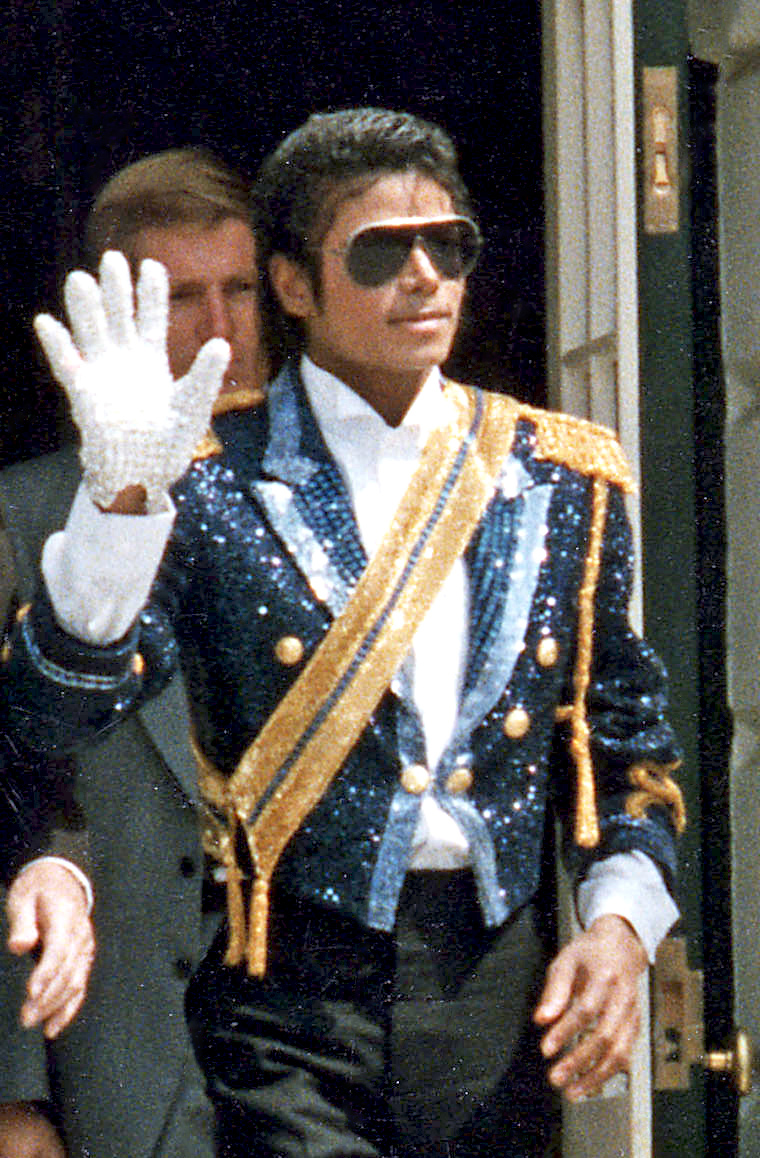
Американский поп-исполнитель Майкл Джексон второй год подряд стал лидером с альбомом «Thriller».

Список лучших альбомов США 1984 года (Billboard Year End Charts) — итоговый список наиболее популярных альбомов журнала Billboard по данным продаж за 1984 год.
Лучшим альбомом года по продажам стал «Thriller» американского поп-исполнителя Майкла Джексона. Он был на №1 22 недели в предыдущем 1983 году и ещё 15 недель в 1984 году, став таким образом, бестселлером года два года подряд (1983-1984) (рекорд в истории США).

## История
| Место | Альбом                       | Исполнитель                | Примечания                               |
| ----- | ---------------------------- | -------------------------- | ---------------------------------------- |
| 1     | «Thriller»                   | Майкл Джексон              | 37 недель № 1 (15 в 1984)                |
| 2     | «Sports»                     | Huey Lewis and the News    |                                          |
| 3     | «Can't Slow Down»            | Лайонел Ричи               | #1 R&B/Hip-Hop Albums                    |
| 4     | «An Innocent Man»            | Билли Джоэл                |                                          |
| 5     | «Colour by Numbers»          | Culture Club               |                                          |
| 6     | «1984»                       | Van Halen                  |                                          |
| 7     | «Eliminator»                 | ZZ Top                     |                                          |
| 8     | «Synchronicity»              | The Police                 |                                          |
| 9     | «Footloose»                  | Саундтрек фильма Свободные | #1 Pop Album Soundtracks (Original Cast) |
| 10    | «Seven and the Ragged Tiger» | Duran Duran                |                                          |
| 11    | «She's so Unusual»           | Cyndi Lauper               |                                          |
| 12    | «Heartbeat City»             | The Cars                   |                                          |
| 16    | «Rebel Yell»                 | Билли Айдол                |                                          |
| 17    | «Madonna»                    | Madonna                    |                                          |
| 21    | «90125»                      | Yes                        |                                          |
| 22    | «1999»                       | Prince                     |                                          |
| 24    | «Purple Rain»                | Prince & The Revolution    | #3 Pop Album Soundtracks (Original Cast) |
| 27    | «Touch»                      | Eurythmics                 |                                          |
| 28    | «Born in the U.S.A.»         | Брюс Спрингстин            |                                          |
| 29    | «Love at First Sting»        | Scorpions                  |                                          |
| 30    | «Learning to Crawl»          | The Pretenders             |                                          |